# Tour of the Universe: Barcelona 20/21.11.09
Tour of the Universe: Barcelona 20/21.11.09 — концертный видеоальбом британской группы Depeche Mode, выпущенный 9 ноября 2010 года. На альбоме содержится материал, снятый Расселом Томасом во время концерта в Барселоне, прошедшего 20 ноября и 21 ноября 2009 года в рамках гастрольного тура Depeche Mode Tour of the Universe.
Tour of the Universe: Barcelona 20/21.11.09 был выпущен в трёх вариантах: DVD и два аудио-CD, DVD и два аудио-CD с дополнительными материалами, и Blu-ray со специальными возможностями. Tour of the Universe: Barcelona 20/21.11.09 является первым релизом группы, который был выпущен на формате Blu-ray.

## Список композиций

### DVD 1 — Концерт
1. «In Chains» (Sounds of the Universe, 2009)
2. «Wrong» (Sounds of the Universe, 2009)
3. «Hole to Feed» (Sounds of the Universe, 2009)
4. «Walking in My Shoes» (Songs of Faith and Devotion, 1993)
5. «It’s No Good» (Ultra, 1997)
6. «A Question of Time» (Black Celebration, 1986)
7. «Precious» (Playing the Angel, 2005)
8. «Fly on the Windscreen» (Black Celebration, 1986)
9. «Jezebel» (Sounds of the Universe, 2009)
10. «Home» (Ultra, 1997)
11. «Come Back» (Sounds of the Universe, 2009)
12. «Policy of Truth» (Violator, 1990)
13. «In Your Room» (Songs of Faith and Devotion, 1993)
14. «I Feel You» (Songs of Faith and Devotion, 1993)
15. «Enjoy the Silence» (Violator, 1990)
16. «Never Let Me Down Again» (Music for the Masses, 1987)
17. «Dressed in Black» (Black Celebration, 1986)
18. «Stripped» (Black Celebration, 1986)
19. «Behind the Wheel» (Music for the Masses, 1987)
20. «Personal Jesus» (Violator, 1990)
21. «Waiting for the Night» (Violator, 1990)

#### Бонус-треки
1. «World in My Eyes» (Violator, 1990)
2. «Sister of Night» (Ultra, 1997)
3. «Miles Away/The Truth Is» (Sounds of the Universe, 2009)
4. «One Caress» (Songs of Faith And Devotion, 1993)

### DVD 2 — Дополнительный материал
1. Документальный фильм (35:28)
2. Видео, которое демонстрировалось во время концертов Tour of the Universe: 
  - «In Chains»
  - «Walking In My Shoes»
  - «Precious»
  - «Come Back»
  - «Enjoy the Silence»
  - «Personal Jesus»
  - «Policy of Truth»
3. Tour of the Universe — Репетиции
  - «Wrong»
  - «Walking In My Shoes»
4. «Hole to Feed» (Live Screen Montage)
5. «Behind The Wheel» (Barcelona Montage)
6. «Never Let Me Down Again» (Live Screen Montage)
7. «Insight» (снято в Бирмингеме 13 декабря 2009)
8. Sounds of the Universe — Видеоклипы
  - «Wrong»
  - «Peace»
  - «Hole to Feed»
  - «Fragile Tension»

### Аудио-CD
Содержание соответствует DVD 1.

## Участники записи
- Дэвид Гаан — основной вокал
- Мартин Гор — гитара, клавишные, бэк-вокал, основной вокал
- Энди Флетчер — клавишные, бэк-вокал
- Кристиан Айгнер — ударные, клавишные
- Петер Гордено — клавишные, пианино, бэк-вокал

## Позиции в чартах и сертификации
| Чарт (2010)               | Высшая позиция |
| ------------------------- | -------------- |
| European Top 100 Albums   | 6              |
| Дания                     | 25             |
| Португалия                | 8              |
| Мексика                   | 38             |
| Испания                   | 4              |
| Швеция                    | 24             |
| Италия                    | 3              |
| Германия                  | 1              |
| Германия Music DVD Top-20 | 1              |
| Венгрия                   | 1              |
| Великобритания            | 2              |

### Позиции в конце года
| Чарт (2010) | Позиция |
| ----------- | ------- |
| Германия    | 64      |

### Сертификации
| Страна          | Сертификация |
| --------------- | ------------ |
| Германия (BVMI) | Платиновая   |
| Италия (FIMI)   | Золотая      |